# Josef Kaiser (Bildhauer)
Josef Kaiser, geborener Josip Kaiser (* 10. März 1954 in Batsch, Vojvodina) ist ein österreichischer Bildhauer, Maler, Zeichner und Münzdesigner.

## Leben
Nach der Matura an der Höheren Schule für angewandte Kunst in Split im Jahr 1972 zog Josef Kaiser nach Österreich und studierte Bildhauerei an der Universität für angewandte Kunst Wien, Abschluss 1978 (Mag.art.). Seit 1980 begann seine Lehrtätigkeit an dieser Universität, deren Vizerektor er 2007 wurde. Neben seiner bildhauerischen Tätigkeit schuf er einige Münzentwürfe, wovon die bekanntesten die der österreichischen Euro-Umlaufmünzen sind.

## Auszeichnungen
- 1981: Förderungspreis des Landes Niederösterreich
- 1982: Wiener Festwochenpreis
- 1985: Theodor-Körner-Förderungspreis
- 1994: Förderungspreis der Karl-Anton-Wolf-Stiftung
- 1997: 1. Preis „Euro“, nationale Seite der Euro-Umlaufmünzen für Österreich
- 2002: Österreichisches Ehrenkreuz für Wissenschaft und Kunst I. Klasse

## Werke (Auswahl)
- 100-Schilling-Münze 700 Jahre Stadt Gmunden (1978)
- 20-Schilling-Münze Schloss Grafenegg (1984)
- 500-Schilling-Münze KSZE-Folgetreffen (1986)
- 20 Schilling-Münze Erzbischof Johann Ernst Graf Thun (1987)
- 1-, 2-, 5-, 10-, 20- und 50-Cent- sowie 1- und 2-Euro-Kursmünze (nationale Seite für Österreich, 2002)